# Triszong Decen
Triszong Decen (tibeti: ཁྲི་སྲོང་ལྡེ་བཙན) tibeti uralkodó, Me Agcom fia, aki 755 és 797 vagy 804 között uralkodott. Triszong Decen Tibet három dharma királya közül volt a második, ugyanis jelentős szerepet játszott a buddhizmus megalapításában Tibetben, amely elsősorban a tibeti buddhizmus nyingma iskoláját jelentette.
Az általa örökölt birodalom hanyatlásban volt, főleg az első dharma király, Szongcen Gampo király uralkodása során megnőtt hatalmas területe miatt. Triszong decen idején tovább gyengült a központosított hatalom, amikor 694-ben Türkisztánnal szemben Tibet elvesztett néhány települést, majd 703-ban Nepál lázadt fel a király ellen. Mindeközben az arabok nyomultak be a Tibeti Birodalom területére a nyugati határnál.
Triszong Decen jelentős szerepet játszott a tibeti buddhizmus történetében és őt tekintik a három dharma király közül az egyiknek, aki a buddhizmus megalapította Tibetben. A másik kettő Szongcen Gampo és Ralpacsen volt.

## Az indiai és a kínai hagyományokban
Az indiai hagyományok szerint Triszong 755-ben foglalta el Tibet trónját. Ezután meghívta országába Padmaszambhavát, Sántaraksitát, Vimalamitrát és más indiai buddhista tanítókat, hogy Tibetben terjesszék a tanítások kortárs értelmezéseit. A két pandita legelőször megalapította a Szamje kolostort, Tibet legelső templomkolostorát (vihára).  Felvételt nyertek a kolostorba a legelső tibeti szerzetesek (bhikkhu) és hatalmas fordítói projekt indult, amelynek keretein belül hatalmas mennyiségű buddhista írást fordítottak le szanszkrit nyelvről klasszikus tibeti nyelvre.
A kínai hagyomány szerint a csan buddhizmus legelső tibeti terjeszkedése 716 körül volt, amikor Triszong Decen embereket küldött a Jicsou régióba, hogy Kim Hvaszang koreai csan mestertől tanuljanak, akivel korábban Szecsuanban találkoztak. A tibeti csoport tanításokat kapott Kimtől és három szöveget, majd röviddel ezután meghalt.
Triszong Decen 763-ban egy másik csoportot küldött Kínába, amelyet egy magas rangú miniszter követett, Sba Gsalsnan. A tudósok nem értenek egyet abban, hogy Gsalsnan kivel találkozott Jicsouban. Először úgy vélték, hogy Kimmel, de később valószínűbbnek tartották, hogy Paotang Vucsou-val (714-774), a csengdui Paotang kolostor alapítójával. Mindkettőjük ugyanahhoz a csan iskolához tartozott (Keleti hegy tanítás).

## Híres vitagyakorlatok
Triszong Decen rendezett egy kétéves vitagyakorlatot 792 és 794 között, amelyet a nyugati tudósok úgy neveznek, hogy a „lhászai tanácskozás” (holott a fővárostól távol található Szamje kolostorban tartották). A vitázást egy Mohejan nevű csan szerzetes és Kamalasíla (Sántaraksita tanítványa) között zajlottak. Gyakorlatilag a vita a kínai és az indiai buddhista hagyományok között zajlott.
A források beszámolói máshogyan szólnak a vita tárgyát és végső győztesét illetően. Stein (1972: 66-67. o.) szerint Kamalasíla egy „fokozatos megközelítést” adott elő a megvilágosodással kapcsolatban, amelyet a páramiták (tökéletességek) műveléséhez hasonló megtisztító szádhaná gyakorlatokon keresztül lehet eljutni. Kamalasíla feladata az volt, hogy tibetieket léptessen be buddhista szerzetesnek és terjessze a buddhista filozófiát.  Stein (1972: 66-67. o.) Kamalasíla győzött a vitában és Triszong Decen is mellé állt.

### Sztúpa építések
Hagyományosan Triszong Decennek tulajdonítják a nepáli katmandu-völgyben lévő Boudhanath sztúpa építését.
Másfelől Padmaszambhava szerepe az volt, hogy a buddhista tantra tanításokat megalapítsa Tibetben. Triszong Decen uralkodása során ötvözte Padmaszambhava, Sántaraksita és Kamalasíla erőfeszítéseit, hogy megalapítsa az indiai buddhista filozófiai értelmezést és a buddhista tantrát Tibetben.

## Politikája
763-ban Triszong Decen 200 000 fős hadsereggel behatolt a Tang-dinasztia korabeli Kína területére és sikerült elfoglalni a fővárost Csangant, és a császárt menekülésre kényszerítette. 783-ban békeszerződést írtak alá, amelynek értelmében minden terület Csinghaj tartományban Tibeté lett. Ekkoriban zajlott a Tang Birodalomban az An Lusan lázadás.
Triszong Decen szövetségre lépett Nancsao állammal 778-ban, és együtt támadtak Kínára Szecsuan tartomány területén. Triszong Decen ezután nyugat felé kívánt terjeszkedni, elérte az Amu-darja folyót és veszélyeztette az Abbászida-dinasztia ötödik kalifáját, Hárún ar-Rasídot.

## Visszavonulása, halála és utódlása
Triszong Decennek négy fia volt: Mutri Cenpo, Mune Cenpo, Mutik Cenpo és Szadnalegsz. A legidősebb, Mutri Cenpo fiatalon meghalt.
Triszong Decen visszavonult és a zungkari palotájában élt. A hatalmat Mune Cenpo vette át 797-ben. Ezután a források eltérő módon számolnak be az eseményekről. Úgy tűnik, hogy Triszong Decen halála után viszály dúlt a trón megszerzéséért. Nem lehet pontosan tudni, hogy mikor halt meg Triszong Decen, és azt sem, hogy mennyi ideig maradt Mune Cenpo hatalmon. Állítólag saját anyja mérgezte meg, aki féltékeny volt fia szépséges feleségére.
Halála után a hatalom Szadnalegszé lett, aki 804-ben foglalta el a trónt.